# Lithocarpus lucidus
Lithocarpus lucidus är en bokväxtart som först beskrevs av William Roxburgh, och fick sitt nu gällande namn av Alfred Rehder. Lithocarpus lucidus ingår i släktet Lithocarpus och familjen bokväxter. Inga underarter finns listade.